# Liste d'élections en 1955
Chronologie des élections
- 1951
- 1952
- 1953
- 1954
- 1955
- 1956
- 1957
- 1958
- 1959

Cette liste recense les élections organisées durant l'année 1955. Elle inclut les élections législatives et présidentielles nationales dans les États souverains, ainsi que les principaux référendums.
Dans cette période de début de décolonisation, le Cambodge (septembre), l'Indonésie (septembre) et le Laos (décembre) organisent leurs premières élections nationales depuis leur accès à l'indépendance. Le Suriname, lui, connaît en mars ses premières élections après son accès à une pleine autonomie sur le plan de la politique intérieure. Les élections en Malaisie (juillet) préparent ce pays à son tour à l'indépendance.
En octobre, un référendum frauduleux fait du Viêt Nam du Sud une république. L'Asie du sud-est subit les remous violents de la Guerre froide, malgré les accords de Genève de 1954. La guerre civile laotienne se poursuit, tandis qu'éclate la guerre du Viêt Nam.

## Par mois

### Janvier
Il n'y a pas d'élection nationale en janvier 1955.

### Février
| Date             | Pays                | Élections    | Contexte | Résultats |
| ---------------- | ------------------- | ------------ | --- | --- |
| 7 février        | Royaume du Cambodge | Référendum   | Le pays est indépendant depuis novembre 1953. Par ce référendum, il est demandé aux citoyens d'approuver l'issue des Accords de Genève de 1954, qui entérinent cette indépendance. | Le « oui » l'emporte à 99,8 %. |
| 27 février       | Japon               | Législatives | | Parlement sans majorité. Le Parti démocrate (conservateur) devance le Parti libéral (conservateur) et obtient une majorité relative des sièges. Ichirō Hatoyama (démocrate) demeure premier ministre. |
| 26 au 28 février | Malte               | Législatives | Malte à cette date est un État autonome membre de l'Empire britannique. | Alternance. Le Parti travailliste (social-démocrate), principal parti d'opposition, remporte une majorité absolue des sièges. Dom Mintoff devient premier ministre.                                   |

### Mars
| Date    | Pays     | Élections    | Contexte | Résultats |
| ------- | -------- | ------------ | --- | --- |
| 29 mars | Suriname | Législatives | En 1954, le Suriname est devenu un pays constitutif du Royaume des Pays-Bas. Dès lors, il jouit d'une pleine autonomie, sauf en matière de politique étrangère et de défense. | Le parti Front de l'unité remporte de justesse la majorité absolue des sièges. Johan Ferrier devient premier ministre. |

### Avril
Il n'y a pas d'élection nationale en avril 1955.

### Mai
| Date   | Pays        | Élections                      | Contexte | Résultats |
| ------ | ----------- | ------------------------------ | --- | --- |
| 3 mai  | Liberia     | Législatives et présidentielle | Les élections se déroulent au suffrage censitaire (masculin et féminin). Ceci a pour conséquence d'exclure du droit de vote la grande majorité de la population autochtone, et de réserver l'exercice du pouvoir aux descendants de colons noir-américains. Sous ce gouvernement autoritaire et répressif, l'opposition ne peut fonctionner correctement. Pour la première fois depuis 1931, il y a néanmoins plusieurs candidats à l'élection présidentielle. | Le parti True Whig (droite) conserve la totalité des sièges aux deux chambres du Congrès. Le président William Tubman (True Whig) est réélu avec 99,5 % des voix, devant deux autres candidats. |
| 26 mai | Royaume-Uni | Législatives                   | | Le Parti conservateur conserve la majorité absolue des sièges. Anthony Eden demeure premier ministre. C'est la période du consensus d'après-guerre.                                             |

### Juin
Il n'y a pas d'élection nationale en juin 1955.

### Juillet
| Date       | Pays     | Élections    | Contexte | Résultats |
| ---------- | -------- | ------------ | --- | --- |
| 4 juillet  | Mexique  | Législatives | Le Mexique à cette date est sous un régime autoritaire, qui permet officiellement les partis d'opposition mais réprime toute dissension réelle. Le gouvernement est également entaché de corruption. | Le Parti révolutionnaire institutionnel (centre-droit, corporatiste) conserve la quasi-totalité des sièges. |
| 26 juillet | Israël   | Législatives | | Parlement sans majorité. Le parti Mapaï (gauche) conserve sa majorité relative, avec un tiers des sièges. David Ben Gourion (Mapaï) devient premier ministre, à la tête d'un gouvernement de coalition qui inclut le Front national religieux (orthodoxe, nationalisme religieux), l'Akhdut HaAvoda (gauche), le Mapam (gauche), et trois partis arabes.                                                                                  |
| 27 juillet | Malaisie | Législatives | Premières élections nationales dans ce qui est encore une colonie britannique, elles amorcent l'indépendance du pays. Elles se déroulent dans un contexte d'insurrection communiste, qui oppose des rebelles communistes aux forces armées de la colonie autonome, et aux forces britanniques, australiennes et néo-zélandaises. | L'Organisation nationale des Malais unifiés (droite) remporte une majorité absolue des sièges. Avec ses alliés (l'Association des Chinois de Malaisie et le Congrès indien de Malaisie), elle dispose de la quasi-totalité des sièges : Ahmad Tuan Hussein (Parti islamique malaisien : musulman-démocrate) siège comme unique député d'opposition. Tunku Abdul Rahman devient ministre-en-chef. Le pays accède à l'indépendance en 1957. |

### Août
| Date    | Pays        | Élections    | Contexte | Résultats |
| ------- | ----------- | ------------ | -------- | --- |
| 14 août | Saint-Marin | Législatives |          | Pour la quatrième élection consécutive, le Parti communiste et son allié le Parti socialiste remportent ensemble une majorité absolue des sièges. Saint-Marin demeure le seul État d'Europe de l'ouest à avoir un gouvernement à majorité communiste, démocratiquement élu. |

### Septembre
| Date         | Pays                | Élections    | Contexte | Résultats |
| ------------ | ------------------- | ------------ | --- | --- |
| 29 septembre | Indonésie           | Législatives | Premières élections après l'indépendance du pays en 1945, reconnue par les Pays-Bas en 1949. L'élection d'une assemblée constituante leur fait suite en décembre. | Parlement sans majorité. Le Parti national indonésien, fondé par Sukarno, et le parti Masyumi (musulman-démocrate) obtiennent chacun le même nombre de sièges : un peu plus d'un cinquième. Burhanuddin Harahap (Masyumi) demeure premier ministre. |
| septembre    | Royaume du Cambodge | Législatives | Premières élections après l'indépendance du pays en 1953, entérinée par les Accords de Genève de 1954. Ces élections sont marquées par d'importantes fraudes et des actes d'intimidation, visant notamment le parti Pracheachon (socialiste et communiste, qui a d'importants soutiens dans certaines parties du pays). | Malgré la participation de sept partis politiques à l'élection, le parti Sangkum du prince Norodom Sihanouk (nationalisme, monarchisme, socialisme bouddhiste) remporte tous les sièges. Le Parti démocrate (gauche), qui disposait d'une majorité relative des sièges dans l'assemblée élue en 1951, perd ainsi tous ses députés. Les résultats officiels n'accordent de même aucun siège au Pracheachon. Norodom Sihanouk devient premier ministre. |

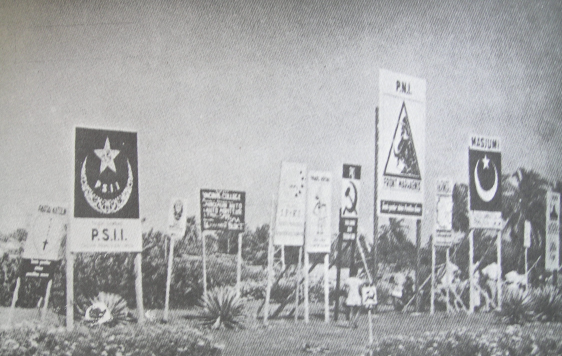
Affiches de campagne pour les élections en Indonésie.

### Octobre
| Date       | Pays                             | Élections      | Contexte | Résultats |
| ---------- | -------------------------------- | -------------- | --- | --- |
| 3 octobre  | Brésil                           | Présidentielle | | Le Parti social démocratique (centre-droit) conserve la présidence de la République, avec la victoire de Juscelino Kubitschek. Il obtient 35,7 % des voix, devant trois autres candidats. |
| 23 octobre | Sarre                            | Référendum     | Le référendum porte sur l'accord franco-allemand qui propose de faire de la Sarre un territoire essentiellement indépendant mais lié à la France par une union économique. | La proposition est rejetée par 67,7 % des votants. En conséquence, le traité sur la Sarre en 1956 prépare l'intégration de la Sarre dans la République fédérale d'Allemagne.              |
| 23 octobre | État du Viêt Nam Viêt Nam du Sud | Référendum     | Le référendum porte sur l'avenir du pays : les citoyens doivent choisir entre le maintien de la monarchie ou l'instauration d'une république. Le premier ministre Ngô Đình Diệm, qui détient le pouvoir réel, mène la campagne pour une république. Bảo Đại, chef de l'État transitoire et ancien empereur, n'est pas autorisé à faire campagne pour la monarchie. La police et l'armée répriment toute campagne pro-monarchie. Les résultats du vote sont falsifiés à grande échelle. Le nombre de bulletins déclarés en faveur d'une république est parfois nettement supérieur au nombre d'électeurs inscrits ; le taux de participation au niveau national est de 108 %. | Officiellement, 98,9 % des électeurs votent en faveur d'une république, qui est proclamée trois jours plus tard avec Ngô Đình Diệm pour président.                                        |
| 30 octobre | Suisse                           | Législatives   | | Parlement sans majorité. Le Parti socialiste (gauche) dépasse le Parti radical-démocratique (social-libéral) et obtient une majorité relative des sièges.                                 |

### Novembre
Il n'y a pas d'élection nationale en novembre 1955.

### Décembre
| Date        | Pays            | Élections    | Contexte | Résultats |
| ----------- | --------------- | ------------ | --- | --- |
| 10 décembre | Australie       | Législatives | | La Coalition des partis conservateurs et libéraux accroît sa majorité absolue des sièges à la Chambre des représentants. Au Sénat, elle perd un siège et perd ainsi sa majorité absolue, ne disposant plus que d'une moitié exacte des sièges. Robert Menzies demeure premier ministre. |
| 15 décembre | Indonésie       | Législatives | Élection d'une assemblée constituante. | Assemblée sans majorité. Le Parti national indonésien, fondé par Sukarno, termine en tête mais avec moins d'un quart des sièges, juste devant le parti Masyumi (musulman-démocrate). |
| 18 décembre | Guatemala       | Législatives | Le Guatemala à cette date est une dictature militaire. Seuls des partis de droite, résolument anti-communistes et qui acceptent la dictature, sont autorisés à se présenter. | Le Mouvement de libération nationale (droite, parti de la junte) remporte une très large majorité des sièges. |
| 25 décembre | Royaume du Laos | Législatives | Premières élections après l'indépendance du pays en 1953, entérinée par les Accords de Genève de 1954. Le Laos en 1955 est en guerre civile.                                 | Le Parti national progressiste, qui disposait d'une majorité relative des sièges après les élections de 1951, remporte cette fois la majorité absolue. Katay Don Sasorith demeure premier ministre.                                                                                     |